# ویلکونگتسه (استان لهستان بزرگ‌تر)
ویلکونگتسه (به لاتین: Wilkonice) یک روستا در لهستان است که در گمینا پنپووو واقع شده‌است.